# Piet van Isacker
Piet van Isacker, eigentlich Pieter, ist ein belgischer theoretischer Kernphysiker.
Van Isacker wurde 1984 an der Universität Gent bei Kris Heyde promoviert über das Interacting Boson Model. Er ist am französischen Beschleuigerzentrum GANIL in Caen in der Theorieabteilung tätig.
Er war auch am britischen Kernforschungszentrum in Daresbury tätig, wo er mit David Warner zusammenarbeitete. 2009 wurde er Fellow der American Physical Society.
Van Isacker befasst sich mit dem Interacting Boson Model (worüber er mit dessen Urheber Francesco Iachello ein Buch schrieb) und allgemein gruppentheoretischen Symmetrien in der Kernphysik, Anwendungen von Supersymmetrie (als dynamischer Symmetrie) in der Kernphysik, Phasenübergängen in Kernen und anderen Vielteilchensystemen wie Bose-Einstein-Kondensaten.

## Schriften
- mit Alejandro Frank, Jan Jolie Symmetries in Atomic Nuclei. From Isospin to Supersymmetry, Springer 2008
- mit A. Frank Algebraic Methods in Nuclear and Molecular Structure Physics, Wiley Interscience, New York 1994
- mit Iachello The Interacting Boson-Fermion Model, Cambridge University Press, Cambridge 1991
- mit David D. Warner, M. A. Bentley The role of isospin symmetry in collective nuclear structure, Nature Physics, Band 2, 2006, S. 311
- Dynamical symmetries in the structure of nuclei, Reports on Progress in Physics, Band 62, 1999, S. 1661.
- Symmetries in nuclei, Latin American School of Physics, Mexiko-Stadt 2010